# Kjell Nielsen
Kjell Nielsen – szwedzki żużlowiec.
Srebrny medalista młodzieżowych indywidualnych mistrzostw Szwecji (Eskilstuna 1982). Dwukrotny medalista drużynowych mistrzostw Szwecji: złoty (1990) oraz  brązowy (1986). Finalista mistrzostw Szwecji par klubowych (1984 – VI miejsce).
Uczestnik półfinału eliminacji szwedzkich indywidualnych mistrzostw świata (Målilla 1985 – IX miejsce).
W lidze szwedzkiej reprezentował barwy klubów: Indianerna Kumla (1982–1986, 1990) oraz Solkatterna Karlstad (1989).